# هوارد باتل
هوارد باتل (بالإنجليزية: Howard Battle)‏ هو لاعب كرة قاعدة أمريكي، ولد في 25 مارس 1972 في مقاطعة هاريسون في الولايات المتحدة.

## وصلات خارجية
- هوارد باتل على موقع دوري كرة القاعدة الرئيسي (الإنجليزية)
- هوارد باتل على موقع الدوري الياباني لكرة القاعدة (الإنجليزية)
- هوارد باتل على موقعبيزبول رفرنس.كوم (الدوري الرئيسي) (الإنجليزية)
- هوارد باتل على موقعبيزبول رفرنس.كوم (الدوري الثانوي) (الإنجليزية)
- هوارد باتل على موقع إي إس بي إن.كوم (أم.أل.بي) (الإنجليزية)
- هوارد باتل على موقع مشجعي الرسوم البيانية (الإنجليزية)